# Bucht von Haifa

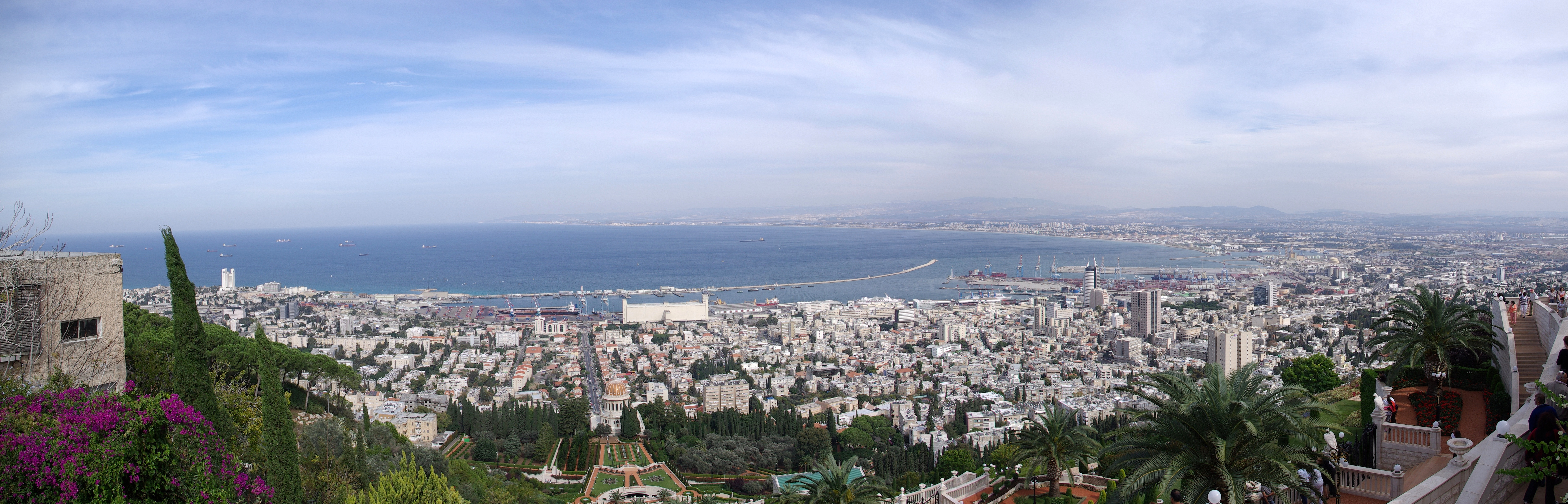
Die Bucht von Haifa

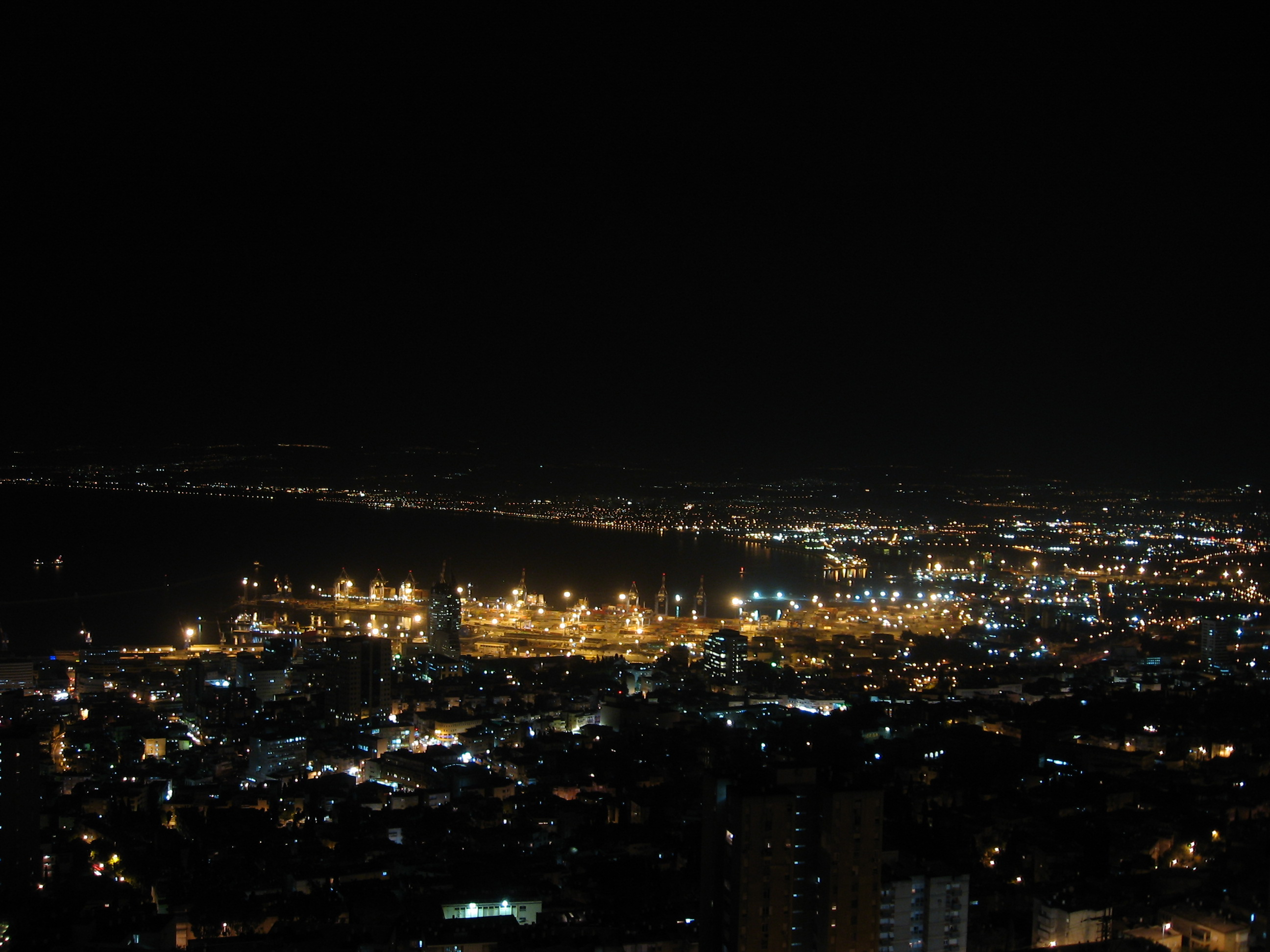
Nächtlicher Blick vom Karmel nach Norden auf die Bucht von Haifa

Die Bucht von Haifa (hebräisch מִפְרָץ חֵיפָה Mifráts Chejfá, deutsch ‚Golf Haifas‘) ist eine Bucht am östlichen Mittelmeer in Israel. Benannt ist sie nach der Stadt Haifa, die an ihrem südlichen Rand liegt. Auch ein Stadtteil Haifas in der Niederung an der Mündung des Flusses Qischon in die Bucht führt die Bezeichnung Mifratz Chejfa. 
Die Bucht von Haifa ist die einzige große Unterbrechung der Küstenlinie Israels, die sonst sehr gleichmäßig verläuft. Sie entsteht dadurch, dass am Südende das Karmelgebirge im Karmelkap nach Nordwesten vorragt. Im Norden ist die Bucht durch eine kleine Halbinsel, auf der die Stadt Akko liegt, ebenfalls geschützt. In Nord-Süd-Richtung misst die nach Westen zum Levantinischen Meer offene Bucht etwa 12 Kilometer, der wichtigste Zufluss ist der Kischon.
Für die Schifffahrt war die Bucht in der Vergangenheit vor allem deswegen bedeutend, weil es in der Umgebung außer an der Karmelküste bei Dor und weiter nördlich bei Achsiv keine natürlichen Häfen gab. Bedeutendster Hafen war etwa 3000 Jahre lang Akko, erst ab dem 19. Jahrhundert wurde Haifa (u. a. nach gezielten Ausbauten) wichtiger.
Die Gebiete rund um die Bucht waren wegen ausgedehnter Sümpfe lange Zeit nur dünn besiedelt. Heute ist die Bucht von Haifa von Industrieanlagen und Siedlungen umgeben. Das Städteband verbindet inzwischen Akko und Haifa ohne größere Lücken.